# Vlajka Svaté Heleny, Ascensionu a Tristanu da Cunha

Britská vlajka (Union Jack)
Poměr stran: 1:2

Vlajka Svaté Heleny, Ascensionu a Tristanu da Cunha je od 1. srpna 2009 zároveň britskou vlajkou.
Do té doby se toto britské zámořské území v jižním Atlantiku jmenovalo pouze (podle největšího z ostrovů) Svatá Helena a používalo jeho vlajku.
Každá ze tří částí používá i svou vlajku. Všechny jsou založeny na britské služební vlajce (Blue Ensign) se znaky jednotlivých částí:
- Ostrov Svaté Heleny – vlajka Svaté Heleny[2]
- Ostrov Ascension – vlajka Ascensionu[3]
- Souostroví Tristan da Cunha – vlajka Tristanu da Cunha[4]

Vlajka Svaté Heleny Poměr stran: 1:2
Vlajka Ascensionu Poměr stran: 1:2
Vlajka Tristanu da Cunha Poměr stran: 1:2

## Galerie

Vlajka guvernéra Svaté Heleny (nejasná platnost) Poměr stran: 1:2